# Singapore Press Holdings
Singapore Press Holdings Limited (SPH) (chinois simplifié : 新加坡报业控股) est une société singapourienne œuvrant dans l'industrie des médias avec des activités dans l'imprimerie, dans Internet, dans la télévision et la radio. Elle fait aussi affaires dans l'immobilier. En 2010, elle emploie environ 1 000 journalistes, incluant des correspondants partout sur la planète.

## Histoire
Elle a été fondée le 1er janvier 1984.
En août 2021, Keppel Corporation annonce l'acquisition de Singapore Press Holdings pour 1,7 milliard de dollars américain. Dans le même temps, Singapore Press Holdings annonce scinder ses activités dans les médias, qui est déficitaire, dans une entité à but non lucratif.